# Elio Roca
Roberto Orlando Bracone Macceialli (Sáenz Peña, Chaco; 3 de agosto de 1943-Resistencia, Chaco; 19 de diciembre de 2021), más conocido como Elio Roca, fue un cantante, actor y político argentino.
Inicialmente, en los años 1.963 y 1.964 grabó varios EPs con el nombre de ROBERTO ORLANDO para el sello discográfico Fénix. Algunos temas fueron: "Estamos tristes" (slow), "Yo quiero novia" (twist), "Si tú te vas" (Twist En Español y en Italiano), "Nunca llores" (calypso), "Viva la pepa" (twist), "A ti noviecita" (slow), "Desconsuelo" (zamba), "Llorando estoy" (chaya), "Si volvieras" (galopa), "Zamba de mi noche" (zamba), "Carta de amor" (rasguido doble) y "Amor" (zamba). 
Luego lanzó su sencillo debut, Bella, bionda, Carina, en 1965 con el nombre de ELIO ROCA. Fue  conocido por grandes éxitos como: «Como deseo ser tu amor», «Te necesito tanto, amor», «Yo quiero dibujarte», «Mis desvelos por ti», «Porque te quiero es mi única verdad», «Contigo y aquí», «Por fin logré tener tu amor», «Amar amando», «Tu mejor amante», «Te extrañaré por siempre», «Sigamos pecando» y muchos más .
Además de cantar, también trabajó como actor en varias películas argentinas.

## Biografía
Debutó a los 7 años de edad, cantando en el programa televisivo Ronda infantil.
Desde niño cantaba y jugaba al fútbol. En 1962 viajó a Buenos Aires para jugar en el club de fútbol Ferrocarril Oeste. Tuvo problemas con un dirigente del club y se volvió al Chaco antes de jugar en primera.
En 1965 ―a los 21 años― volvió a Buenos Aires como cantante, grabó un par de simples con relativo éxito. Al año siguiente (1966) la compañía discográfica Polydor lanzó el disco El mundo de Elio Roca, donde grabó «Nadie me puede juzgar», «El amor», y las versiones en español de las canciones «Extraños en la noche» y «El amor», que tuvieron mucho éxito. Hizo numerosas presentaciones en televisión.
En 1967 viajó a Europa. En quince meses recorrió importantes programas de televisión, como Top of the Pops (en Londres) y Noches del Sábado. Allí participó con Rocío Dúrcal y Palito Ortega en la película "Amor en el aire" (en España).
Participó en el IX Festival Internacional de la Canción de Benidorm (España) donde obtuvo un tercer puesto con la canción «Siempre te amaré».
La canción vencedora fue «Entre los dos», interpretada por Tony Dallara y Bettina, que no era la favorita del público. También participaron Raphael, Jaime Morey, Ana Kiro, Rosa Morena, Michel, Paula Rivas y Los 4 Ros.
En Benidorm grabó el video de «Siempre te amaré» para el programa de televisión Casino Philips de Juan Carlos Mareco.
En 1970 ganó el primer premio en el Festival de Punta del Este (Uruguay), con una canción de su autoría, «Cuando el amor se da».
Luego consiguió el primer premio en el Festival TV de la Canción (de Canal 13 de Buenos Aires), con una canción suya «Sembremos paz y amor por los caminos».
Ese mismo año 1970 grabó canciones muy exitosas como «El triste», «Cómo deseo ser tu amor» y «Otra vez junto a ti».
En noviembre de 1970 empezó la filmación de su primera película como protagonista: Vamos a soñar con el amor, que se estrenó en abril de 1971, con gran éxito.
Participó en la telenovela venezolana Una muchacha llamada Milagros.
El tema central de otra telenovela venezolana, Gisela, fue «Contigo y aquí».
En la producción venezolana Peregrina, de la escritora Delia Fiallo, con Rebeca González y José Bardina como protagonistas. En esta novela interpreta el tema central.
Durante el desarrollo de la exitosa telenovela colombiana Betty la Fea, su escritor Fernando Gaitán mencionó a Roca, diciendo: «Para enamorarse hay que escuchar a Elio Roca».
Cierto día llegó a un canal de televisión argentina a hacer un casting sin saber que esto le daría un vuelco a su vida. Luego (durante 1977) tuvo su propio programa de televisión, El show de Elio Roca, por el Canal 9 argentino, el cual se pasaba de lunes a viernes de 13:00 a 14:00, y el que no solo presentaba otras figuras, sino también, para lanzar sus éxitos.
En un momento de su vida se dedicó a hacer política en su tierra natal, intentando ser gobernador de la provincia del Chaco, lo cual no tuvo buenos resultados.
En septiembre de 1971 trabajó al lado del director del programa Casino en dos especiales llamados Israel de día e Israel de noche, donde se destacan aspectos importantes de la vida diurna y nocturna, y los principales sitios turísticos de Jerusalén.
Entre 1975 y 1976 Elio Roca trabajó en tres fotonovelas bajo la dirección de María Espinosa: Quiero dibujarte, Contigo y aquí y Te necesito tanto amor.
En 1987 publicó el álbum Una rosa, una espina, producido por él mismo, que contó con canciones compuestas por Roberto Livi y arreglos y dirección musical de Bebu Silvetti.
En 1992 grabó el disco de boleros De mil amores donde sobresalen las canciones: "Motivos", "Escríbeme" y "De mil amores".
Otros éxitos: «Noches de satén blanco», «San Francisco», «El verano llegó», «Contigo es mejor», «El arca de Noé», «Suéltame», «Padre», «El principito», «Mamá, que bonita estás», etc.
De regreso en su tierra natal, ya fue candidato a vicegobernador del Chaco en las elecciones de 1995 por el Frente Justicialista de Unidad Popular acompañando a Florencio Tenev.
En 2005 grabó su primer disco de chamamés.
Y en el 2.008 grabó el segundo volumen "Mis Raíces Vol 2".
En 2003 grabó "Back to the tango" y en 2010, "Mis tangos preferidos".

## Muerte
Elio Roca falleció el 19 de diciembre de 2021 en una clínica privada de Resistencia, Chaco, a causa de una insuficiencia cardíaca irreversible y severa.

## Cine[7]
- 1967: Amor en el aire
- 1971: Vamos a soñar con el amor
- 1972: La colimba no es la guerra
- 1974: Contigo y aquí
- 1976: Te necesito tanto, amor

## Televisión
- 1973: Peregrina (telenovela venezolana) , como cantante

## Discografía
- 1963 y 1964: "Varios EPS como Roberto Orlando" - FENIX
- 1966: "El mundo de Elio Roca" - POLYDOR
- 1968: "Poema de amor" - POLYDOR
- 1971: "Yo canto" - POLYDOR
- 1973: "Elio Roca" - POLYDOR
- 1973: "Vas a pensar en mí" - POLYDOR
- 1973: "Por fin logré tener tu amor" - POLYDOR
- 1974: "Contigo y aquí" - POLYDOR
- 1974: "Porque te quiero, es mi única verdad" - POLYDOR
- 1974: "Mientras pasa el tiempo" - POLYDOR
- 1975: "Te extrañaré donde estés" - POLYDOR
- 1975: "Elio Roca" - POLYDOR
- 1975: "Yo soy..... Elio Roca" - POLYDOR (Ecuador)
- 1976: "Quién como lo hago yo" - "Elio Roca" - POLYDOR
- 1977: "El show de Elio Roca" - POLYDOR
- 1977: "Elio Roca Internacional" - POLYDOR
- 1978: "Amor se escribe con llanto" - POLYDOR
- 1979: "En México - Grabado con Mariachi" - POLYDOR
- 1980: "14 Super Éxitos" - MERCURIO
- 1980: "Elio Roca en Brasil" - (Brasil) - POLYDOR
- 1981: "Los Grandes Éxitos de Elio Roca" - POLYDOR
- 1981: "Solamente Elio" ("Ayer y ahora") - ATC
- 1982: "Sólo tu amor me hace feliz" - POLYDOR
- 1983: "Yo quiero dibujarte" - POLYDOR
- 1984: "14 Grandes Éxitos"
- 1984: "Bienvenido sea el amor" - RCA
- 1984: "Te quiero pero me arrepiento" ("Has vencido") - (Ven. Vico Records)
- 1985: "Recuerdos" - RCA
- 1985: "Aquí me tienes" - RCA
- 1987: "Una rosa, una espina" - PROFONO INTERNACIONAL INC
- 1989: "Intentemos una fantasía" - FONOVISA
- 1991: "De mil amores"
- 1997: "Penas y alegrías de amor" - KUBANEY
- 1998: "Mi historia" - POLYGRAM
- 2001: "Mi primer amor" - REYES
- 2003: "Back to the tango" - "La voz para el Tango"
- 2003: "Uno por uno, Tributo a Sandro" - (Puerto Rico) - DISCO HIT PRODUCTIONS
- 2005: "Mis raíces - El Chamamé de gala..." - AH
- 2006: "Sentimientos" ("Reflexiones")
- 2007: "Simplemente... Éxitos!!!" - UTOPIA
- 2008: "Mis raíces Vol. 2" - AH
- 2010: "Mis tangos preferidos"
- 2006: "Sentimientos Vol. 2" ("Reflexiones")
- 2010: "Canciones mexicanas de siempre"
- ????: "Serie Platino"
- ????: "Lo mejor de Elio Roca" - POLYDOR
- ????: "Popular" - POLYDOR

## Premios
- Llave de Oro (Miami).
- Premio de la provincia del Chaco (Argentina).
- El Guaicaipuro de Oro (Venezuela).
- Disco de Oro (Miami).
- Premio del Ayuntamiento de Veracruz (México).
- Club Gente Joven (Rosario).
- Popularidad (Miami).
- Popularidad (Nueva York).
- Récord Ventas (Estados Unidos).
- Disco de Oro (Centroamérica).
- Micrófono de Oro (México).
- Cuauhtémoc (México).
- Dos de Oro de Radio Caracas Televisión (Venezuela).
- Festival Punta del Este (Uruguay).
- Popularidad (Colombia).
- Llave de Oro (Hialeah).
- Premio a la Popularidad, Año 1973 (Estados Unidos).
- Revelación del Año 1972 (revista Record World).
- Tema de la Popularidad: «Yo quiero dibujarte» (Estados Unidos).
- Mara de Oro (Maracaibo, Venezuela).